# Giovanni Perriera
Giovanni Perriera   (Palerm, 1923 - 1988) va ser un violoncel·lista i professor italià.

## Biografia
Es va apropar al violoncel a través del seu oncle Giuseppe Caminiti, primer violoncel del Teatre Massimo de Palerm. A Alemanya, el 1942, va emprendre l'activitat orquestral que va continuar, més tard, tornant a Sicília amb l'Orquestra Simfònica de Sicília del 1958 al 1973 i amb el Teatro Massimo a partir del 1974, sempre com a primer violoncel, tot junt amb la docència al Conservatori de Palerm. No només va dur a terme activitats orquestrals, sinó també en duo amb Antonino Eliodoro Sollima, pianista, compositor i exdirector del Conservatori de Palerm, i amb el Palermo Trio, que també va acollir Salvatore Cicero, company del mateix conservatori i orquestra com a ajuda.
També és important l'activitat realitzada amb el Quartet Mercadante, de només quatre violoncels, en què va tocar junt amb Marcello Insinna, Rosalba Bigoni i el ja conegut compositor Giovanni Sollima, el seu alumne; amb l'esmentat quartet també va celebrar concerts a la RAI i va fer una gravació. Com a solista ha col·laborat amb noms del calibre de Sergiu Celibidache, Albert, Mike Bloomfield, David Machado i un dels fundadors de la simfonia siciliana Ottavio Ziino, un compositor avantguardista de Palerm.
Entre les seves actuacions hi ha el Concert per a violoncel i orquestra en si menor d'Antonín Dvořák, a invitació expressa del director d’orquestra Sergiu Celibidache; Kammermusik de Paul Hindemith, el concert d'Arnold Schönberg poques vegades interpretat, però sobretot el Quixot de Richard Strauss. També va interpretar les suites de J.S. Bach, així com les tres sonates per a viola da gamba i clavecí. Tot i la seva hostilitat envers l'experimentació musical, no va defugir els esdeveniments organitzats per l'Orquestra Simfònica de Sicília destinats a donar a conèixer les tendències del moment.
Entre els seus estudiants esmenten Giovanni Sollima avui un reconegut compositor i solista, Giorgio Gasbarro avui primer violoncel de l'Orquestra del Teatro Massimo, a més d'un element del trio sicilià, Salvo Pusateri (primer violoncel de l'Orquestra Simfònica de Sicília), Giuseppe Petrotto segon violoncel de l'Orquestra del Teatre Massimo de Palerm, Nicola Di Fatta (violoncel·lista seguit de l'Orquestra Simfònica de Sicília), Carmelo Nicotra avui professor al Conservatori V. Bellini de Palerm, Salvatore La Rocca (violoncel·lista seguit del Orquestra Simfònica de Sicília), Marcello Insinna (violoncel·lista seguit de l'Orquestra del Teatro Massimo), Tania Romano, Franco Oliveri i Francesca Cimino (actual titular de la càtedra de violoncel a l'IC "N.Nasi" de Trapani).